# Municipio de Hazel Run
El municipio de Hazel Run (en inglés: Hazel Run Township) es un municipio ubicado en el condado de Yellow Medicine en el estado estadounidense de Minnesota. En el año 2010 tenía una población de 193 habitantes y una densidad poblacional de 2,09 personas por km².

## Geografía
El municipio de Hazel Run se encuentra ubicado en las coordenadas 44°45′41″N 95°39′52″O / 44.76139, -95.66444. Según la Oficina del Censo de los Estados Unidos, el municipio tiene una superficie total de 92.18 km², de la cual 92,18 km² corresponden a tierra firme y (0 %) 0 km² es agua.

## Demografía
Según el censo de 2010, había 193 personas residiendo en el municipio de Hazel Run. La densidad de población era de 2,09 hab./km². De los 193 habitantes, el municipio de Hazel Run estaba compuesto por el 94,82 % blancos, el 3,11 % eran asiáticos, el 0,52 % eran isleños del Pacífico y el 1,55 % eran de una mezcla de razas. Del total de la población el 0 % eran hispanos o latinos de cualquier raza.